# Häggdångers församling
Häggdångers församling är en församling i Ådalens kontrakt i Härnösands stift. Församlingen ingår i Härnösands pastorat och ligger i Härnösands kommun i Västernorrlands län, Ångermanland.

## Administrativ historik
Församlingen har medeltida ursprung.
Församlingen utgjorde under 1300-talet ett eget pastorat för att åtminstone 1531 till 26 februari 1808 vara annexförsamling i pastoratet Säbrå, Stigsjö och Häggdånger som också omfattade Härnö församling till 1586, Västanå församling från 1751 och Viksjö församling från 1771. Från 26 februari 1808 till 1817 annexförsamling i pastoratet Särbrå och Häggdånger. Från 1817 till 1948 ett eget pastorat och från 1948 till 2006 annexförsamling i pastoratet Säbrå och Häggdånger som från 1962 också omfattade Hemsö församling. Från 2006 ingick församlingen i Härnösands landsförsamlingars pastorat och ingår sedan 2018 i Härnösands pastorat.

## Kyrkor
- Häggdångers kyrka

## Kyrkoherdar
- 1859-1892 - Jonas Widén